# Byblia vulgaris
Byblia vulgaris là một loài bướm ngày thuộc họ Nymphalidae. Nó được tìm thấy ở miền tây Châu Phi.

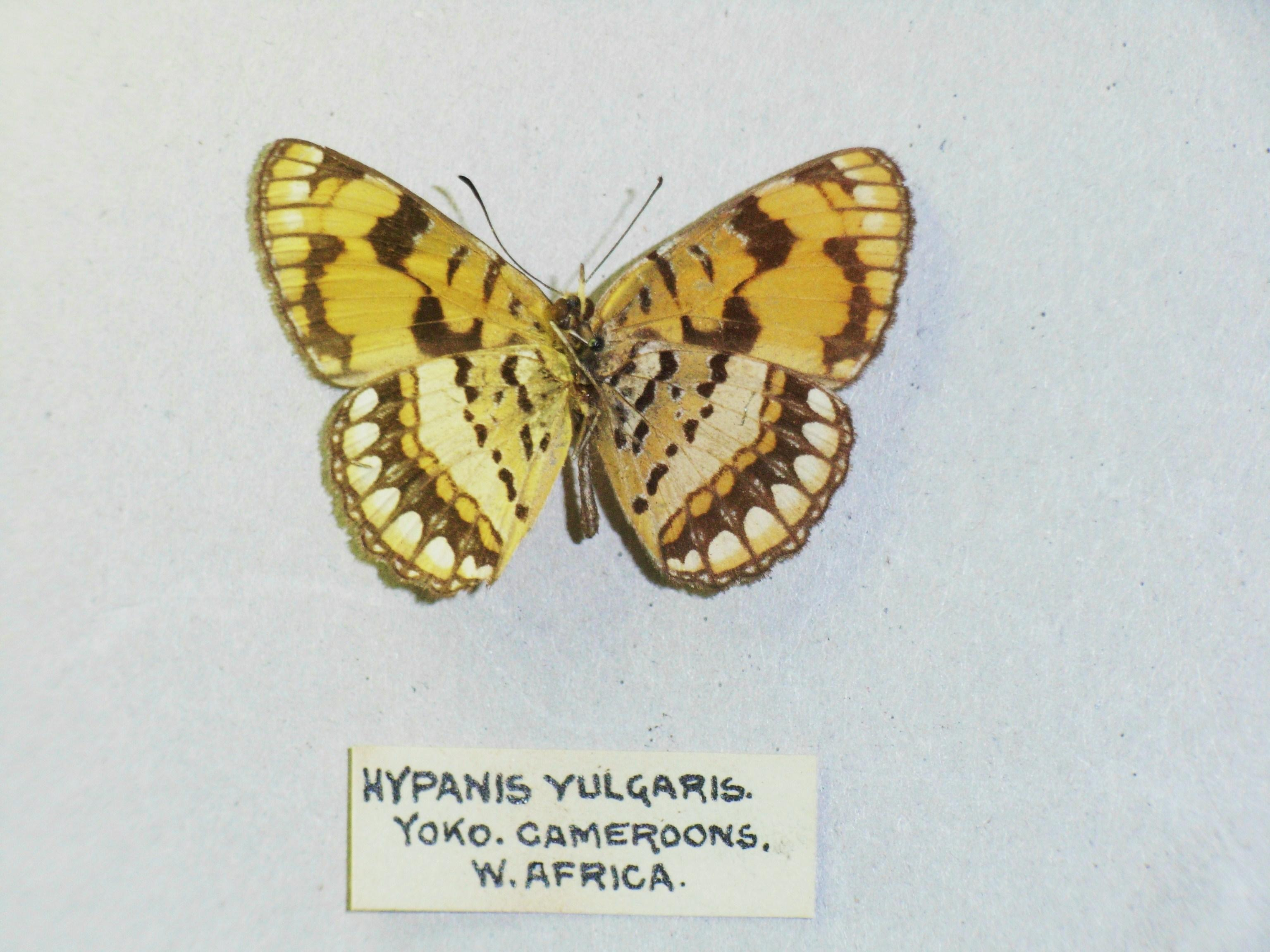